# Korneuburg
Korneuburg è un comune austriaco di 12 874 abitanti nel distretto di Korneuburg, in Bassa Austria, del quale è capoluogo; ha lo status di città capoluogo di distretto (Bezirkshauptstadt).

## Geografia fisica
Si trova nel Weinviertel ("Zona del vino") sul Danubio, circa 16 chilometri a nord-ovest da Vienna. La superficie è di 9,71 km²